# Грязинский сельсовет
Грязинский сельсовет — сельское поселение в Грязинском районе Липецкой области Российской Федерации.
Административный центр — посёлок Песковатский.

## История
Статус и границы сельского поселения установлены Законом Липецкой области от 23 сентября 2004 года № 126-ОЗ «Об установлении границ муниципальных образований Липецкой области»

## Население
| 2010  | 2012  | 2013  | 2014  | 2015  | 2016  | 2017  |
| ----- | ----- | ----- | ----- | ----- | ----- | ----- |
| 1230  | ↗1247 | ↘1242 | ↘1232 | ↗1242 | →1242 | ↗1253 |
| 2018  | 2021  |       |       |       |       |       |
| ↘1228 | ↘1107 |       |       |       |       |       |

## Состав сельского поселения
| № | Населённый пункт      | Тип населённого пункта          | Население |
| - | --------------------- | ------------------------------- | --------- |
| 1 | Волгоэлектросетьстрой | посёлок                         | ↗315      |
| 2 | Ермаковка             | деревня                         | →0        |
| 3 | Песковатский          | посёлок, административный центр | ↗928      |

### Упразднённые населённые пункты
Виноградовка — упразднённая в 1986 году деревня.